# Dibrova, Vasîlkiv
Dibrova (în ucraineană Діброва) este localitatea de reședință a comunei Dibrova din raionul Vasîlkiv, regiunea Kiev, Ucraina.

## Demografie
Componența lingvistică a localității Dibrova
     Ucraineană (95,33%)
     Rusă (4,42%)
Conform recensământului din 2001, majoritatea populației localității Dibrova era vorbitoare de ucraineană (95,33%), existând în minoritate și vorbitori de rusă (4,42%).